# Tomáš Necid
Tomáš Necid (Praag, 13 augustus 1989) is een Tsjechisch voetballer die bij voorkeur als spits speelt. Necid debuteerde in 2008 in het Tsjechisch voetbalelftal.

## Clubcarrière
In de jeugd kwam Necid uit voor Slavia Praag, hier maakte hij in 2006 ook zijn debuut voor in de hoogste Tsjechische voetbalcompetitie. In zijn 3e seizoen maakte hij genoeg indruk om een transfer naar CSKA Moskou te maken. In 2011 raakte hij geblesseerd aan zijn rechterknie, nadat hij weer fit was verklaard ging het ook mis aan de linkerknie. Na een jaar lang revalideren werd hij in het seizoen 2013/14 uitgeleend aan PAOK Saloniki en zijn oude club Slavia Praag. In het seizoen 2014/15 kwam hij wederom niet aan spelen toe in Moskou. Hierop werd hij weer uitgeleend, ditmaal aan PEC Zwolle. De speler werd na een half jaar al terug gehaald door de club om hem in de verkoop te doen. Nadat Juventus FC in de laatste week voor het sluiten van de transfermarkt afhaakte en de club Carlos Strandberg haalde voor de vertrokken Seydou Doumbia werd zijn contract in onderling overleg ontbonden. In februari 2015 tekende hij een contract voor een half seizoen bij PEC Zwolle. In de zomer van 2015 tekende hij een vierjarig contract bij het Turkse Bursaspor. Die club verhuurde hem in januari 2017 tot aan het einde van het seizoen 2016/17 aan Legia Warschau. In de zomer van 2018 liet hij zijn contract bij Bursaspor ontbinden en tekende hij bij ADO Den Haag. In oktober 2020 sloot hij aan bij FC Bohemians 1905 Praag. Anno 2024 komt hij uit voor FK Viktoria Žižkov.

## Clubstatistieken
| Seizoen                    | Club                 | Competitie      | Competitie | Competitie | Beker | Beker | Internat. | Internat. | Overig | Overig | Totaal | Totaal |
| Seizoen                    | Club                 | Competitie      | Wed.       | Dlp.       | Wed.  | Dlp.  | Wed.      | Dlp.      | Wed.   | Dlp.   | Wed.   | Dlp.   |
| -------------------------- | -------------------- | --------------- | ---------- | ---------- | ----- | ----- | --------- | --------- | ------ | ------ | ------ | ------ |
| 2006/07                    | Slavia Praag         | Gambrinus liga  | 10         | 2          | 0     | 0     | 1         | 0         | 0      | 0      | 11     | 2      |
| 2007/08                    | Slavia Praag         | Gambrinus liga  | 3          | 0          | 0     | 0     | 4         | 0         | 0      | 0      | 7      | 0      |
| 2007/08                    | → FK Baumit Jablonec | Gambrinus liga  | 13         | 5          | 0     | 0     | 0         | 0         | 0      | 0      | 13     | 5      |
| 2008/09                    | Slavia Praag         | Gambrinus liga  | 16         | 11         | 0     | 0     | 7         | 0         | 0      | 0      | 23     | 11     |
| 2009                       | CSKA Moskou          | Premjer-Liga    | 27         | 9          | 1     | 0     | 6         | 1         | 0      | 0      | 34     | 10     |
| 2010                       | CSKA Moskou          | Premjer-Liga    | 24         | 7          | 5     | 1     | 11        | 6         | 1      | 0      | 41     | 15     |
| 2011/12                    | CSKA Moskou          | Premjer-Liga    | 23         | 3          | 0     | 0     | 6         | 1         | 1      | 0      | 30     | 4      |
| 2012/13                    | CSKA Moskou          | Premjer-Liga    | 1          | 0          | 0     | 0     | 0         | 0         | 0      | 0      | 1      | 0      |
| 2013/14                    | CSKA Moskou          | Premjer-Liga    | 0          | 0          | 0     | 0     | 0         | 0         | 0      | 0      | 0      | 0      |
| 2013/14                    | → PAOK Saloniki      | Super League    | 12         | 1          | 2     | 1     | 5         | 1         | 0      | 0      | 19     | 3      |
| 2013/14                    | → Slavia Praag       | Gambrinus liga  | 13         | 3          | 0     | 0     | 0         | 0         | 0      | 0      | 13     | 3      |
| 2014/15                    | CSKA Moskou          | Premjer-Liga    | 0          | 0          | 0     | 0     | 0         | 0         | 0      | 0      | 0      | 0      |
| 2014/15                    | → PEC Zwolle         | Eredivisie      | 14         | 8          | 3     | 2     | 2         | 0         | 0      | 0      | 19     | 10     |
| 2014/15                    | PEC Zwolle           | Eredivisie      | 10         | 3          | 2     | 0     | 0         | 0         | 2      | 1      | 14     | 4      |
| 2015/16                    | Bursaspor            | Süper Lig       | 28         | 11         | 5     | 5     | 0         | 0         | 0      | 0      | 33     | 16     |
| 2016/17                    | Bursaspor            | Süper Lig       | 6          | 0          | 6     | 2     | 0         | 0         | 0      | 0      | 12     | 2      |
| 2016/17                    | → Legia Warschau     | Ekstraklasa     | 6          | 1          | 0     | 0     | 2         | 0         | 0      | 0      | 8      | 1      |
| 2017/18                    | → Slavia Praag       | HET liga        | 4          | 2          | 1     | 2     | 3         | 2         | 0      | 0      | 8      | 6      |
| 2018/19                    | ADO Den Haag         | Eredivisie      | 30         | 9          | 0     | 0     | 0         | 0         | 0      | 0      | 31     | 9      |
| 2019/20                    | ADO Den Haag         | Eredivisie      | 21         | 6          | 1     | 0     | 0         | 0         | 0      | 0      | 22     | 6      |
| Carrière totaal            | Carrière totaal      | Carrière totaal | 261        | 81         | 25    | 12    | 47        | 11        | 4      | 1      | 337    | 105    |
| Bijgewerkt t/m 1 juli 2020 |                      |                 |            |            |       |       |           |           |        |        |        |        |

## Interlandcarrière
Necid nam met Tsjechië deel aan het Europees kampioenschap voetbal 2012 in Polen en Oekraïne, waar de ploeg van bondscoach Michal Bílek in de kwartfinales werd uitgeschakeld door Portugal door een rake kopbal van Cristiano Ronaldo. Necid kwam tijdens dat toernooi niet in actie. Met Tsjechië nam hij ook deel aan het Europees kampioenschap voetbal 2016 in Frankrijk. Na nederlagen tegen Spanje (0-1) en Turkije (0-2) en een gelijkspel tegen Kroatië (2-2) was Tsjechië uitgeschakeld in de groepsfase.
| Interlands van Tomáš Necid voor Tsjechië | Interlands van Tomáš Necid voor Tsjechië | Interlands van Tomáš Necid voor Tsjechië | Interlands van Tomáš Necid voor Tsjechië | Interlands van Tomáš Necid voor Tsjechië | Interlands van Tomáš Necid voor Tsjechië |
| №                                        | Datum                                    | Wedstrijd                                | Uitslag                                  | Soort Wedstrijd                          | Doelpunten                               |
| Als speler bij Slavia Praag              | Als speler bij Slavia Praag              | Als speler bij Slavia Praag              | Als speler bij Slavia Praag              | Als speler bij Slavia Praag              | Als speler bij Slavia Praag              |
| ---------------------------------------- | ---------------------------------------- | ---------------------------------------- | ---------------------------------------- | ---------------------------------------- | ---------------------------------------- |
| 1.                                       | 19 november 2008                         | San Marino – Tsjechië                    | 0 – 3                                    | Kwalificatie WK 2010                     | 1                                        |
| Als speler bij FK CSKA Moskou            |                                          |                                          |                                          |                                          |                                          |
| 2.                                       | 11 februari 2009                         | Marokko – Tsjechië                       | 0 – 0                                    | Vriendschappelijk                        | 0                                        |
| 3.                                       | 28 maart 2009                            | Slovenië – Tsjechië                      | 0 – 0                                    | Kwalificatie WK 2010                     | 0                                        |
| 4.                                       | 1 april 2009                             | Tsjechië – Slowakije                     | 1 – 2                                    | Kwalificatie WK 2010                     | 0                                        |
| 5.                                       | 5 juni 2009                              | Tsjechië – Malta                         | 1 – 0                                    | Vriendschappelijk                        | 1                                        |
| 6.                                       | 12 augustus 2009                         | Tsjechië – België                        | 3 – 1                                    | Vriendschappelijk                        | 0                                        |
| 7.                                       | 5 september 2009                         | Slowakije – Tsjechië                     | 2 – 2                                    | Kwalificatie WK 2010                     | 0                                        |
| 8.                                       | 9 september 2009                         | Tsjechië – San Marino                    | 7 – 0                                    | Kwalificatie WK 2010                     | 1                                        |
| 9.                                       | 10 oktober 2009                          | Tsjechië – Polen                         | 2 – 0                                    | Kwalificatie WK 2010                     | 1                                        |
| 10.                                      | 14 oktober 2009                          | Tsjechië – Noord-Ierland                 | 0 – 0                                    | Kwalificatie WK 2010                     | 0                                        |
| 11.                                      | 15 november 2009                         | Verenigde Arabische Emiraten – Tsjechië  | 0 – 0                                    | Vriendschappelijk                        | 0                                        |
| 12.                                      | 18 november 2009                         | Azerbeidzjan – Tsjechië                  | 2 – 0                                    | Vriendschappelijk                        | 0                                        |
| 13.                                      | 3 maart 2010                             | Schotland – Tsjechië                     | 1 – 0                                    | Vriendschappelijk                        | 0                                        |
| 14.                                      | 22 mei 2010                              | Tsjechië – Turkije                       | 1 – 2                                    | Vriendschappelijk                        | 0                                        |
| 15.                                      | 25 mei 2010                              | Verenigde Staten – Tsjechië              | 2 – 4                                    | Vriendschappelijk                        | 1                                        |
| 16.                                      | 11 augustus 2010                         | Tsjechië – Letland                       | 4 – 1                                    | Vriendschappelijk                        | 1                                        |
| 17.                                      | 7 september 2010                         | Tsjechië – Litouwen                      | 0 – 1                                    | Kwalificatie EK 2012                     | 0                                        |
| 18.                                      | 8 oktober 2010                           | Tsjechië – Schotland                     | 1 – 0                                    | Kwalificatie EK 2012                     | 0                                        |
| 19.                                      | 12 oktober 2010                          | Liechtenstein – Tsjechië                 | 0 – 2                                    | Kwalificatie EK 2012                     | 1                                        |
| 20.                                      | 17 november 2010                         | Denemarken – Tsjechië                    | 0 – 0                                    | Vriendschappelijk                        | 0                                        |
| 21.                                      | 9 februari 2011                          | Kroatië – Tsjechië                       | 4 – 2                                    | Vriendschappelijk                        | 0                                        |
| 22.                                      | 25 maart 2011                            | Spanje – Tsjechië                        | 2 – 1                                    | Kwalificatie EK 2012                     | 0                                        |
| 23.                                      | 29 maart 2011                            | Tsjechië – Liechtenstein                 | 2 – 0                                    | Kwalificatie EK 2012                     | 0                                        |
| 24.                                      | 4 juni 2011                              | Peru – Tsjechië                          | 0 – 0                                    | Vriendschappelijk                        | 0                                        |
| 25.                                      | 7 juni 2011                              | Japan – Tsjechië                         | 0 – 0                                    | Vriendschappelijk                        | 0                                        |
| 26.                                      | 26 mei 2012                              | Tsjechië – Israël                        | 2 – 1                                    | Vriendschappelijk                        | 0                                        |
| Als speler bij PEC Zwolle                |                                          |                                          |                                          |                                          |                                          |
| 27.                                      | 13 oktober 2014                          | Kazachstan – Tsjechië                    | 2 – 4                                    | Kwalificatie EK 2016                     | 1                                        |
| 28.                                      | 16 november 2014                         | Tsjechië – IJsland                       | 2 – 1                                    | Kwalificatie EK 2016                     | 0                                        |
| 29.                                      | 28 maart 2015                            | Tsjechië – Letland                       | 1 – 1                                    | Kwalificatie EK 2016                     | 0                                        |
| 30.                                      | 31 maart 2015                            | Slowakije – Tsjechië                     | 1 – 0                                    | Vriendschappelijk                        | 0                                        |
| 31.                                      | 13 juni 2015                             | IJsland – Tsjechië                       | 2 – 1                                    | Kwalificatie EK 2016                     | 0                                        |

## Erelijst
Met  Slavia Praag
| Competitie             | Aantal | Jaren            |
| ---------------------- | ------ | ---------------- |
| Landskampioen Tsjechië | 2x     | 2007/08, 2008/09 |

Met  FK CSKA Moskou
| Competitie                     | Aantal | Jaren            |
| ------------------------------ | ------ | ---------------- |
| Landskampioen Rusland          | 1x     | 2012/13          |
| Winnaar Russische voetbalbeker | 2x     | 2008/09, 2010/11 |
| Winnaar Russische supercup     | 2x     | 2009, 2013/14    |

Met  PEC Zwolle
| Competitie | Winnaar | Winnaar | Runner-up | Runner-up |
| Competitie | Aantal  | Jaren   | Aantal    | Jaren     |
| ---------- | ------- | ------- | --------- | --------- |
| KNVB Beker |         |         | 1x        | 2014/15   |

Individueel
| Competitie       | Aantal | Jaren    |
| ---------------- | ------ | -------- |
| Topscorer EK –17 | 1x     | 2006 (5) |
| Topscorer EK –19 | 1x     | 2008 (4) |